# Arado Ar 68
«Арадо» Ar 68 (нім. Arado Ar 68) — німецький винищувач-біплан розробки компанії Arado Flugzeugwerke, що перебував на озброєнні Люфтваффе за часів Громадянської війни в Іспанії та на початку Другої світової війни. Використовувався переважно в ролі нічного винищувача. Ar 68, що був перехідною моделлю між застарілими винищувачами-біпланами Ar 65 і Не 51 та монопланом Bf 109, став останнім біпланом, прийнятим на озброєння Повітряних сил Третього Рейху.

## Історія

### Створення
На початку 1933 року конструкторським бюро фірми Arado Flugzeugwerke на чолі з Вальтером Блюме розпочалася розробка винищувача Ar 68. Роботи велися паралельно зі створенням винищувача-біплана «Гейнкель» He 51, котрі за планом Імперського міністерства авіації, планувалося поставити на озброєння німецької авіації на заміну Arado Ar 65.
Незабаром було виготовлено п'ять дослідних зразків Ar 68. Перший зразок Ar 68a з двигуном BMW VId піднявся в повітря в 1934 році, наступного року злетіли Ar 68b та Ar 68c, оснащені потужнішим двигуном Jumo 210. Трохи пізніше в повітря піднялися Ar 68d та Ar 68e. Випробування довели, що незважаючи на меншу потужність, для винищувача краще підходить двигун Jumo 210, що забезпечує хороший огляд з кабіни і забезпечений нагнітачем.

### Конструкція
Ar 68e-1, який став основним варіантом винищувача «Арадо» мав класичну для фірми «Арадо» конструкцію. Фюзеляж виготовлявся у формі ферми, що зварювалася зі сталевих труб. Поперечний овальний перетин фюзеляжу утворювався за допомогою стрингерів і шпангоутів. Пілотська кабіна розташовувалася у фюзеляжі за задньою кромкою верхнього крила і спереду прикривалася плексігласовим козирком. Крило дерев'яне, передня кромка і нижня частина верхнього крила до заднього лонжерона з фанерною обшивкою, решта — з тканинної. Нижнє крило повністю обшите фанерою. Елерони на верхньому крилі, закрилки на нижньому. Стійки N-типу з нахилом. Передня частина фюзеляжу обшивалась легким алюмінієвим сплавом, задня — тканиною. Оперення мало металевий каркас з тканинною обшивкою. Стабілізатор підкісний. Стійки шасі, що не прибиралося, кріпилися на каркасі фюзеляжу, були вільними, несучими; амортизація — гідропневматична.
Силова установка літака складалася з 12-циліндрового V-подібного поршневого двигуна Jumo-210Da, який пізніше був змінений на Jumo-210Ea, та дволопатевого дерев'яного гвинта фіксованого кроку. Все паливо знаходилося в одному 200 л баку за протипожежною перегородкою, а масляний бак ємністю 16 л знаходився за двигуном.
Авіаційне озброєння складалося з двох кулеметів MG-17 з 500 набоями на ствол. У розпорядженні пілота був рефлекторний приціл «Ріфлексвізер»-IIIa. Під фюзеляжем міг підвішуватися спеціальний магазин на шість 10 кг осколкових бомб.

## Бойове застосування
Наприкінці літа 1936 року перші літаки Ar 68 почали надходити на озброєння авіаційних частин, що дислокувалися в Східній Пруссії. Першими їх отримали в I./JG 134 (пізніше ZG 26), а потім у I./JG 121. На початку 1937 року літаки почали надходити на озброєння семи винищувальних авіагруп — I., II., III./JG 134, I./JG 135, II./JG 234, I і II./JG 334.
Незабаром сталося випробування винищувачів у бойових умовах Іспанської громадянської війни, де навдивовижу німецьке командування Люфтваффе з'ясувало, що Ar 68 не перевершує радянські винищувачі І-15. Результатом цього було налагодження випуску літака нової версії Ar 68E-1 з потужнішим двигуном Jumo 210Ea. У 1937 році на цей літак переозброїли більшість винищувальних ескадр. У 1938 року дві машини Ar 68E воювали в Іспанії в ролі нічних винищувачів.
Після початку Другої світової війни «Арадо» Ar 68E-1 використовувалися в ескадрильях нічних винищувачів 10./JG 72 і 11./JG 72, які чергували на німецько-французькому кордоні. Взимку 1939/40 року в складі ескадрильї 10./JG 53 Ar 68F-1 застосовувалися як нічні винищувачі на Західному фронті.
Згодом всі винищувачі Арадо Ar 68, котрі залишилися, були передані в льотні школи.

## Модифікації
- Ar 68V1 — прототип з двигуном BMW VId потужністю 660 к.с. Перший політ здійснив у 1934 році.
- Ar 68a (D-IKIN): — перший прототип з двигуном BMW VId потужністю 641 к.с.
- Ar 68b (D-IVUS): — другий прототип з 12-циліндровим V-подібним поршневим двигуном Jumo 210A потужністю 610 к.с.
- Ar 68c (D-IBAS): — третій прототип, з поршневим двигуном Jumo 210A; озброєний двома 7,92-мм авіаційними кулеметами MG-17
- Ar 68d (D-ITAR): — четверта модель з двигуном BMW VId (в подальшому перейменована на Ar 68E-0)
- Ar 68e (D-ITEP): — п'ятий прототип з двигуном Jumo 210Da потужністю 680 к.с. (також Ar 68V-5)
- Ar 68E — перший серійний зразок, що надійшов на озброєння Люфтваффе
- Ar 68F — проміжна версія, оснащена двигуном BMW VI 7.3Z потужністю 550 к.с.
- Ar 68G — нереалізований варіант Ar 68 з 671-сильним двигуном BMW VI з нагнітачем
- Ar 68H — прототип Ar 68 з 850-сильним 9-циліндровим двигуном BMW 132Da з нагнітачем. Перший зразок винищувача з кабіною, що закривалася. На основі цієї модифікації розроблявся палубний винищувач Arado Ar 197 для озброєння авіаносця «Граф Цеппелін», що будувався.